# Загорци (Јуршинци)
Загорци (словен. Zagorci) су насељено место у општини Јуршинци, Подравска регија, Словенија.

## Историја
До територијалне реорганизације у Словенији били су у саставу старе општине Птуј.

## Становништво
У попису становништва из 2011. године, Загорци су имали 322 становника.
| Број становника према пописима | Број становника према пописима | Број становника према пописима |
| ------------------------------ | ------------------------------ | ------------------------------ |
| 1991                           | 2002                           | 2011                           |
| 318                            | 309                            | 322                            |

Напомена: Године 1952. повећана за насеља Гибиншчак и Загорски Засади, која су укинута.